# Laurent Courtois
Laurent Courtois (* 11. September 1978 in Lyon) ist ein ehemaliger französischer Fußballspieler und heutiger Fußballtrainer.

## Spielerkarriere
Laurent Courtois spielte in der Jugend des französischen Serienmeisters Olympique Lyon. In der Saison 1998/1999 wechselte er zu AC Ajaccio in die Ligue 2, wo er erste Erfahrungen im Profifußball sammeln konnte. Nach nur einer Saison wechselte er zum FC Toulouse, wo er im ersten Anlauf den Aufstieg in die Ligue 1 erreichte. Nachdem es ihm gelang auch in der französischen Eliteliga Fuß zu fassen, folgte der Wechsel zu West Ham United. Nach 18 erfolglosen Monaten mit nur neun Erstliga-Einsätzen verließ Courtois die Engländer wieder in Richtung Heimat.
Dort musste er beim FC Istres neu anfangen, was ihm gelang, so dass er 2005 zum spanischen Erstligisten UD Levante wechselte. 2008 wechselte er nach drei Jahren in Spanien zurück nach Frankreich zu Grenoble Foot 38. Ab 2011 spielte er bis zum Ende seiner Karriere in den Vereinigten Staaten.

## Trainerkarriere
Nach Stationen in der Jugend von Olympique Lyon und der Columbus Crew übernahm er Anfang 2024 das Traineramt von CF Montreal. Nachdem er die Saison 2024 mit der Mannschaft in der ersten Qualifikationsrunde der Play-offs beendet hatte, startete die Spielzeit 2025 des Franchises mit einer nur einem Punkt aus den ersten fünf Spielen, wodurch sich Montreal schließlich von ihm trennte. Sein Nachfolger wurde Marco Donadel, der zum Saisonstart als sein Co-Trainer in den Trainerstab gekommen war.